# 哈比银行
哈比银行有限公司（英語：Habib Bank Limited）是一家巴基斯坦跨国银行，总部位于卡拉奇哈比银行大厦。
截至2018年，哈比银行拥有超过1,700个分支机构，业务遍及全球25个国家和地区。按资产计算，哈比银行是巴基斯坦最大的银行。其在2017年入选《福布斯》全球2000大上市企業，为巴基斯坦公司之首。目前该银行的主要股权由阿迦汗经济发展基金会持有。

## 历史

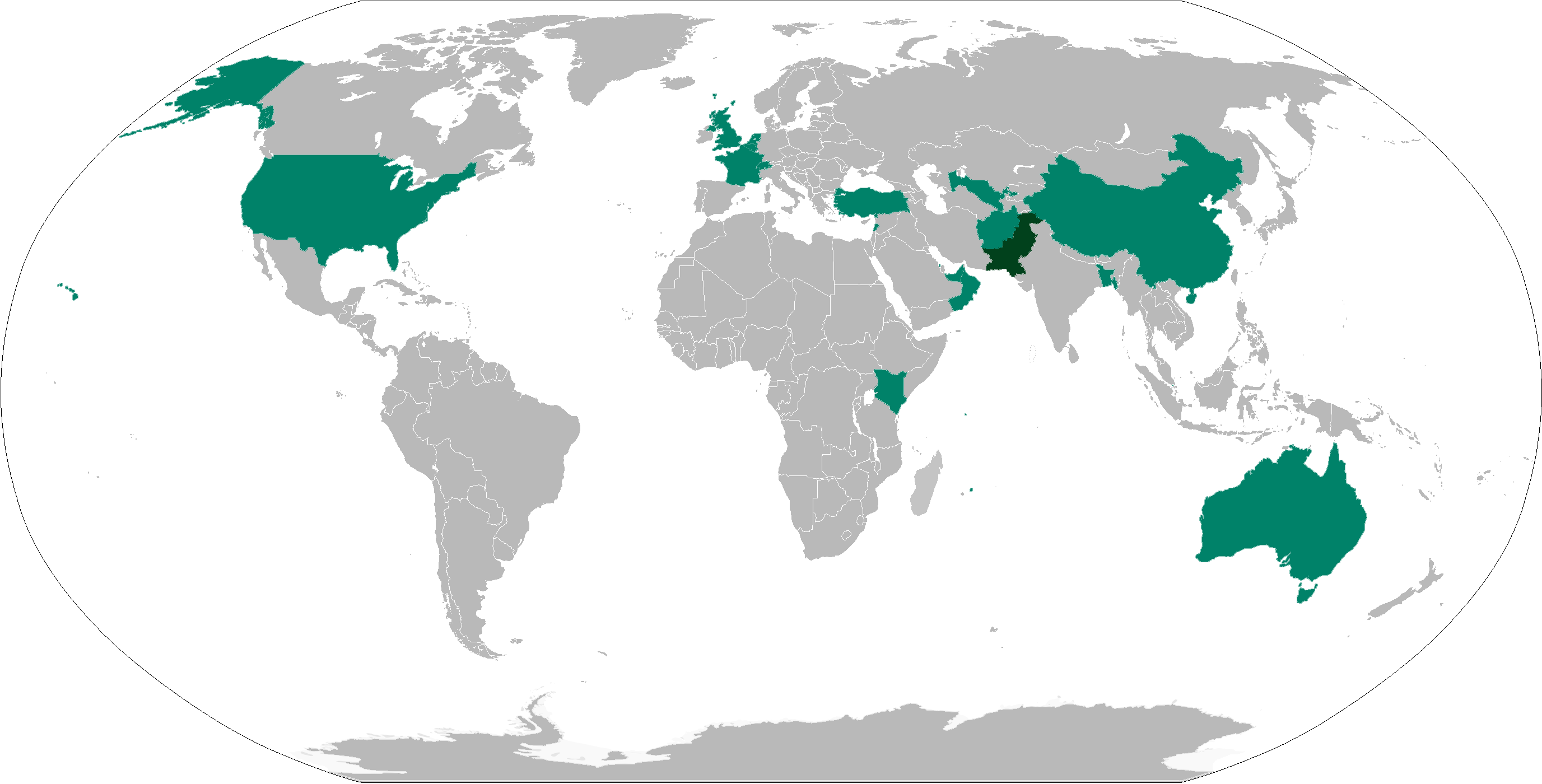
哈比银行在国际上的业务覆盖范围

1941年，在巴基斯坦首任总督穆罕默德·阿里·真納的倡议下，哈比家族在孟买成立了哈比银行。该银行从穆斯林社区募集资金，资助全印穆斯林联盟建立巴基斯坦国，并在随后向受到伤害的穆斯林输送救济资金方面发挥了重要的作用。1947年巴基斯坦成立后，该银行成为巴基斯坦的第一家商业银行，并在总督真纳的敦促下，将总部迁至巴基斯坦的第一个首都卡拉奇。
1951年，哈比银行在斯里兰卡科伦坡开设了首个境外分行。1952年，哈比银行（海外）成立，负责接管哈比银行的所有海外业务。
1967年，哈比家族在瑞士苏黎世另外成立了恒比银行（苏黎世）股份有限公司（英語：Habib Bank AG Zurich）。在哈比银行被国有化后，两家银行针对银行名称展开了多次诉讼。
1972年，为庆祝30周年行庆，哈比银行在卡拉奇兴建了哈比银行大厦，为当时南亚地区最高的建筑；银行总部随之迁入。
1974年1月1日，巴基斯坦政府将哈比银行国有化，并将哈比银行与哈比银行（海外）合并。在哈比银行被国有化后，哈比家族及其企业或附属机构未持有该行的任何股份。1975年，巴基斯坦的标准银行（英語：Standard Bank）与哈比银行合并。
2002年，哈比银行和联合银行将其在英国的业务合并组建为哈比-联合国际银行（英語：Habib-Allied International Bank），其中哈比银行持有该行90.5%的股份。
2002年6月13日，巴基斯坦私有化委员会宣布，巴基斯坦政府将向阿迦汗发展网络的子公司阿迦汗经济发展基金会（英語：Aga Khan Fund for Economic Development）授予多数股权。随后在2003年12月，巴基斯坦正式向基金会授予银行51%的股权。2004年2月，巴基斯坦政府将银行的管理控制权移交给银行，并重新组建了银行董事会。
2012年11月，哈比银行收购了花旗银行在巴基斯坦的消费者业务。2015年6月，哈比银行收购了巴克莱银行在巴基斯坦的业务。
2015年4月，巴基斯坦政府以10.2亿美元的价格出售了其持有的哈比银行41.5%的股权。
2017年3月20日巴基斯坦哈比银行乌鲁木齐分行正式开业，将重点对中巴经济走廊建设提供全方位金融支持。
2020年，哈比银行被巴基斯坦国家银行指定为年度国家系统重要性银行之一。巴基斯坦哈比银行北京代表处升为分行

## 争议

### DFS调查
2015年12月，因被指反洗钱项目存在严重漏洞，美国联邦储备委员会向哈比银行下达强制执行令，限制其美元结算交易的数额和笔数，同时禁止哈比银行境外银行开设新的美元结算账户或代理账户。2017年9月，纽约州金融服务管理局宣布与哈比银行达成庭外和解协议，哈比银行将支付2.25亿美元的罚款，其纽约分行牌照同时被吊销。

### 金融犯罪执法局文件
2020年金融犯罪执法局文件泄露事件中，哈比银行有一笔可疑交易记录出现在该文件中。